# Nina Boczarowa
Nina Antoniwna Boczarowa ukr. Ніна Антонівна Бочарова  (ur. 24 września 1924 w Supruniwce (rejon połtawski), zm. 30 lub 31 sierpnia 2020 w Rzymie) – ukraińska gimnastyczka, reprezentantka ZSRR, medalistka olimpijska z Helsinek.

## Sukcesy
| Rok  | Zawody               | Miasto   | Miejsce | Konkurencja            |
| ---- | -------------------- | -------- | ------- | ---------------------- |
| 1952 | Igrzyska olimpijskie | Helsinki | 1       | Wielobój drużynowo     |
| 1952 | Igrzyska olimpijskie | Helsinki | 1       | Równoważnia            |
| 1952 | Igrzyska olimpijskie | Helsinki | 2       | Wielobój indywidualnie |
| 1952 | Igrzyska olimpijskie | Helsinki | 2       | Przybory drużynowo     |
| 1954 | Mistrzostwa świata   | Rzym     | 1       | Wielobój drużynowo     |